# Angelo Caro
Angelo Caro Narváez (Chiclayo, 27 de agosto de 1999) es un skater peruano. Compitió en el evento de skateboarding callejero masculino en los Juegos Olímpicos de 2020 en el que terminó quinto.

## Carrera
Angelo ha competido profesionalmente desde 2014, cuando ya se había establecido como campeón nacional. En el Campeonato Mundial de Skate de 2019 en São Paulo, quedó séptimo. Como uno de los mejor clasificados del mundo, fue clasificado para participar en la competencia de skateboarding callejero masculino en los Juegos Olímpicos de Verano 2020 en Tokio, en la cual llegó a la final y alcanzó el quinto lugar.

## Principales resultados
2014
- Campeón Nacional DC Pro.[3]
- Campeón Nacional Sk8session.
- Campeón Nacional Nike Champs.

2015
- 2.º Red Bull Skate Arcade - Portugal.[4]
- 5.º Grind for Life - Estados Unidos.[4]

2016
- 9.º Tampa Am – Estados Unidos.[5]

2017
- 12.º Damn Am Nueva York – Estados Unidos.[5]
- Campeón Nacional Panamericano - Colombia.[6]

2018
- 3.º Tampa Am – Estados Unidos.
- 11.º Damn Am Chicago – Estados Unidos.
- 6.º WCS Green Anger – Austria.
- 6.º Copa WCS Mystic Sk8 – República Checa.
- 5.º Rey de Reyes - Chile.

2019
- Nass Festival Invitational Skate Champion – Inglaterra.
- WCS Mystic Sk8 Cup Campeón – República Checa.
- Campeón del Open de Europa Barcelona - España.
- 3.º WCS Far'n High - Francia.
- 3.º WCS O'Marisquino - España.
- 6.º World Skate OI STU Open – Brasil.
- 7.º Campeonato Mundial de Skate SLS Super Crown – Brasil.
- Semifinales World Skate Street League Pro Tour – Estados Unidos.
- 8.º Mundial de Skate Londres - Inglaterra.

2020
- 5.º Rey de Reyes - Chile 12.º Tampa Pro – Estados Unidos.
- Campeón Nacional Perú.
- 12.º Tampa Pro - Estados Unidos.

2021
- 14.º Dew Tour – Estados Unidos.
- 5.º Juegos Olímpicos de Verano 2020.[2]

2022
- Campeón de la Serie Mundial Urbana - España.[7]